# Firocoxib
Le firocoxib est un anti-inflammatoire non stéroïdien de la classe des inhibiteurs de la COX-2 (coxib), approuvé pour une utilisation chez les chevaux (Equioxx) et chez les chiens (Previcox). Le firocoxib a été le premier inhibiteur de la COX-2 approuvé par la Food and Drug Administration américaine pour les chevaux. Le firocoxib n'est pas destiné à être utilisé en médecine humaine.
Le firocoxib, fabriqué par Merial, a été approuvé pour un usage vétérinaire aux États-Unis pour les chiens en juillet 2004, et pour les chevaux en juillet 2007, sous forme de pâte orale (Equioxx) et en juillet 2016, sous forme de comprimés,.
Le firocoxib est également disponible sous forme de médicament générique pour les chevaux et pour les chiens.